# Realgewerbeberechtigung
Realgewerbeberechtigung ist ein überkommener Begriff, der sich im deutschen Rechtssystem noch in der Gewerbeordnung und im Gaststättenrecht findet. Realgewerbe waren in der Regel an eine Liegenschaft gebundene Monopole ein bestimmtes Gewerbe auszuüben wie z. B. das Braurecht, das Brennrecht oder das Recht einer bestimmten Familie als Besitzer eines Anwesens eine Fähre zu betreiben.